# Parafia Przemienienia Pańskiego w Częstochowie
Parafia Przemienienia Pańskiego w Częstochowie – rzymskokatolicka parafia, położona w dekanacie  Najświętszej Maryi Panny Jasnogórskiej, archidiecezji częstochowskiej w Polsce. Erygowana w 1957 roku. Mieści się w dzielnicy Gnaszyn.

## Historia
W latach 1470–1480 kuźnica w Gnaszynie podlegała pod parafię św. Zygmunta w Częstochowie, która od 1747 do 1866 roku była zarządzana przez paulinów z klasztoru Jasnogórskiego.
Od 14 lipca 1937 roku istniało tu samodzielne duszpasterstwo, w formie tzw. ekspozytury ustanowionej przez biskupa Teodora Kubinę. Do końca 1946 roku nabożeństwa były sprawowane w kaplicy urządzonej w wynajętym domu mieszkalnym w Gnaszynie. Staraniem pierwszego ekspozyta ks. Józefa Cieślaka zakupiono ziemię pod kościół i zgromadzono częściowo materiał budowlany, który na początku okupacji zabrali Niemcy. Z inicjatywy ks. Kazimierza Sowały zbudowano w 1946 r. kościół, który został poświęcony w tym samym roku 15 grudnia przez biskupa Stanisława Czajkę. 4 marca 1957 roku biskup Zdzisław Goliński erygował parafię, wydzielając jej teren z parafii św. Barbary. Dotychczasowy kościół okazał się zbyt mały. Starania o postawienie większej świątyni podjął ks. Wacław Stępień, który pozwolenie na tę inwestycję otrzymał od władz państwowych dopiero 23 czerwca 1981 roku. Uroczystego poświęcenia świątyni dokonał biskup Stanisław Nowak 27 maja 1990 roku.

## Terytorium parafii
- Ulice: Akacjowa, Arrasowa, Bagienna, Bajeczna, Balladyny, Bohaterska, Busolowa (część), Deszczowa, Druciana, Drzewna, Elektryków, Energetyków, Fajansowa, Festynowa, Gęsia, Glebowa, Grafików, Harfowa, Helska, Herbaciana, Hodowlana, Inspektowa, Jałowcowa, Jezioran, Jeżynowa, Jordana, Junacka, Kolorowa,  Lirowa, Lniana,  Łopianowa, Marynarska, Miniowa, Mleczna, Modrzewiowa, Muzealna, Nastrojowa, Okrężna, Orłowskiego, Orzechowa, Osada Młyńska, Platynowa, Przejazdowa, Przelotna, Rumiankowa, Rzepakowa, Torowa, Urocza, Wieszczów, Wronia, Wygodna
- wsie: Konradów, Łojki.

## Cmentarz parafialny
Cmentarz znajduje się u zbiegu ulic Zbawiciela w Częstochowie-Gnaszynie i Cmentarnej w Łojkach. Od północy przylega do ulicy Zielonej w Łojkach. Znajduje się na nim: wspólny grób dwóch polskich lotników poległych w kampanii wrześniowej w Kawodrzy Dolnej oraz dwóch żołnierzy Armii Czerwonej poległych w 1945 roku, płyta pamiątkowa pamięci wiceministra spraw zagranicznych PRL Zygfryda Wolniaka na rodzinnym grobie.  

## Proboszczowie parafii
| imię i nazwisko          | daty urzędowania |
| ------------------------ | ---------------- |
| ks. Józef Cieślak        | 1937 – 1939      |
| ks. Stanisław Gałązka    | 1939 – 1942      |
| ks. Kazimierz Sowała     | 1942 – 1959      |
| ks. Władysław Maciąg     | 1959 – 1962      |
| ks. Wacław Stępień       | 1962 – 1986      |
| ks. kan. Czesław Olczak  | 1986 – 2012      |
| ks. kan. Stanisław Wolny | 2012 – 2018      |
| ks. Czesław Kieras       | 2018-            |

## Wspólnoty apostolskie
| Rada Parafialna                | Akcja Katolicka                     |
| Ministranci i Lektorzy         | Kandydaci na ministrantów           |
| Franciszkański Zakon Świeckich | Żywy Różaniec                       |
| Chór parafialny                | Katolickie Stowarzyszenie Młodzieży |